# Paola Drigo
Paola Drigo (Castelfranco Veneto, 4 janvier 1876 - Padoue, 4 janvier 1938) est une écrivaine italienne. 

## Biographie
Née en 1876, Paola étudie au lycée Canova de Trévise, où elle a été la première étudiante de l'histoire de l'école, puis elle a terminé ses études à l’École normale de Padoue.
Elle a principalement écrit des nouvelles et des romans noirs. Son premier recueil de nouvelles, La fortuna, a été publié en 1913 et a été remarqué par les critiques littéraires et le public.
Ses dernières œuvres majeures sont deux romans, Fine d'anno et Maria Zef, tous deux publiés en 1936. Avec un style ancré dans le réalisme italien du XIXe siècle, elle a été admirée pour l'analyse psychologique détaillée de ses personnages et ses descriptions de la vie provinciale dans sa région natale, la Vénétie. Elle meurt en 1938 à Padoue.
Certains de ses romans ont donné lieu à des adaptations cinématographiques, tels Maria Zef qui est à l'origine du film de Luigi Latini De Marchi en 1953, Condannata senza colpa, puis du téléfilm de 1981 de Vittorio Cottafavi, Maria Zef.
Les protagonistes de ses récits sont généralement des femmes d'origine modeste ou « humiliées par le destin ».

### Principales publications

#### Recueils de nouvelles
- 1913 : La fortuna, Milan, Treves
- 1918 : Codino, Milan, Treves
- 1932 : La signorina Anna, Vicence, Jacchia

#### Romans
- 1936 : Fine d'anno, Milan, Treves
- 1936 : Maria Zef, Milan, Treves

#### Essais
- 1913 : Canova e il suo paese dans Italia!
- 1922 : Andreas Hofer e il suo paese, dans Noi e il Mondo
- 1923 : Libri, arte e donne dans Gazzetta di Venezia
- 1927 : Il baffo e la chioma" dans Gazzetta di Venezia
- 1931 : Uomini di genio e donne intellettuali. Egoismo, crudeltà e amore. Il punto di vista femminile dans Nuova Antologia
- 1931 : Femminismo e femminilità dans Nuova Antologia
- 1931 : Lettere del Carducci e di Alberto Mario a Valerio Bianchetti dans Pègaso